# 메르시 호메루
메르시 호메루 고메스(포르투갈어: Merche Romero Gomes, 본명: 메르세 호메루 고메스(Mercé Romero Gomes), 1976년 11월 27일 ~ )는 포르투갈의 안도라계 모델이다.